# Comuna Dașcenkî, Varva
Dașcenkî (în ucraineană Дащенки) este o comună în raionul Varva, regiunea Cernihiv, Ucraina, formată din satele Dașcenkî (reședința) și Mudre.

## Demografie
Componența lingvistică a comunei Dașcenkî
     Ucraineană (98,62%)
     Rusă (1,38%)
Conform recensământului din 2001, majoritatea populației comunei Dașcenkî era vorbitoare de ucraineană (98,62%), existând în minoritate și vorbitori de rusă (1,38%).